# Amédée Fournier
Amédée Raymond Fournier (ur. 7 lutego 1912 w Armentières, zm. 30 marca 1992 w Lecci) – francuski kolarz torowy i szosowy, srebrny medalista olimpijski.

## Kariera
Największy sukces w karierze Amédée Fournier osiągnął w 1932 roku, kiedy Francuzi w składzie: Amédée Fournier, René Le Grevès, Henri Mouillefarine i Paul Chocque zdobyli srebrny medal w drużynowym wyścigu na dochodzenie podczas igrzysk olimpijskich w Los Angeles. W wyścigu finałowym ekipa francuska wyraźnie uległa reprezentacji Włoch. Był to jedyny medal wywalczony przez Fourniera na międzynarodowej imprezie tej rangi. Na tych samych igrzyskach wystartował również w konkurencjach szosowych, indywidualnie zajmując trzynaste miejsce, a wraz z kolegami z reprezentacji był piąty. Ponadto wygrał między innymi Circuit de l’Indre w 1934 roku, Nantes – Les Sables-d’Olonne w 1938 roku i kryterium w Landivisiau w 1957 roku. W 1939 roku wystartował w Tour de France wygrywając jeden z etapów, ale w klasyfikacji generalnej zajął odległą pozycję. W 1950 roku zdobył brązowy medal na torowych mistrzostwach Francji w wyścigu ze startu zatrzymanego zawodowców. Nigdy nie zdobył medalu na szosowych ani torowych mistrzostwach świata.